# Servei de Seguretat Suec
El Servei de Seguretat Suec (en suec: Säkerhetspolisen, literalment "la policia de seguretat", abreviat Säpo, abans anomenat Rikspolisstyrelsens säkerhetsavdelning (abreviat RPS/SÄK, literalment "el departament de seguretat del servei de policia nacional"), és el departament de seguretat de Suècia. Pertany al Servei de la Policia de Suècia.

## Responsabilitats
Les responsabilitats de la Policia de Seguretat són contraespionatge, activitats antiterroristes, protecció de la Constitució i protecció d'assumptes confidencials, incloent-hi protecció reial i política. La seva tasca està normalment coberta per un acord de confidencialitat. Tot i així, en els últims anys, hi ha hagut més transparència en les seves activitats. És el deure de la Policia de Seguretat detectar i prendre mesures davant de qualsevol atemptat contra la seguretat nacional i, en molts casos, la Policia de Seguretat dirigeix la investigació en aquests atemptats, encara que, en algunes ocasions, les investigacions les dirigeixen habituals unitats de la policia, mentre que el Servei de Seguretat facilitat les informacions necessàries.

## Intel·ligència militar
Les operacions d'intel·ligència militar estan restringides legalment a les Forces Armades Sueques (MUST, Militära Underrättelse-och Säkerhetstjänsten, literalment "servei de seguretat i intel·ligència militar") i agències independents com l'Institut de Defensa Ràdio Suec (FRA, Försvarets Radioanstalt) i l'Agència Sueca de Defensa (FOI, Totalförsvarets Forskningsinstitut).